# Аргентина на летних Олимпийских играх 1964
Аргентина принимала участие в Летних Олимпийских играх 1964 года в Токио (Япония) в двенадцатый раз за свою историю, и завоевала одну серебряную медаль.

## 02!Серебро
Конный спорт, мужчины — Карлос Альберто Мораторио.

## Результаты соревнований

### Академическая гребля
В следующий раунд из каждого заезда проходили несколько лучших экипажей (в зависимости от дисциплины). В финал A выходили 6 сильнейших экипажей, ещё 6 экипажей, выбывших в отборочном заезде, распределяли места в малом финале B.
Мужчины
| Соревнование | Спортсмены                     | Предварительный заезд | Предварительный заезд | Предварительный заезд | Отборочный заезд | Отборочный заезд | Отборочный заезд | Финал   | Финал   | Итоговое место |
| Соревнование | Спортсмены                     | Заезд                 | Время                 | Место                 | Заезд            | Время            | Место            | Время   | Место   | Итоговое место |
| ------------ | ------------------------------ | --------------------- | --------------------- | --------------------- | ---------------- | ---------------- | ---------------- | ------- | ------- | -------------- |
| одиночки     | Альберто Демидди               | 2                     | 7:55,59               | 3                     | 2                | 7:39,67          | 1 QA             | Финал A | Финал A | 4              |
| одиночки     | Альберто Демидди               | 2                     | 7:55,59               | 3                     | 2                | 7:39,67          | 1 QA             | 8:31,51 | 4       | 4              |
| двойки       | Карлос Монтальдо Рикардо Дуран | 2                     | 7:30,76               | 3                     | 3                | 7:42,23          | 3 QB             | Финал B | Финал B | —              |
| двойки       | Карлос Монтальдо Рикардо Дуран | 2                     | 7:30,76               | 3                     | 3                | 7:42,23          | 3 QB             | DNS     |         | —              |